# Neomyia racilia
Neomyia racilia är en tvåvingeart som först beskrevs av Walker 1849.  Neomyia racilia ingår i släktet Neomyia och familjen husflugor. Inga underarter finns listade i Catalogue of Life.